# Bert Acosta

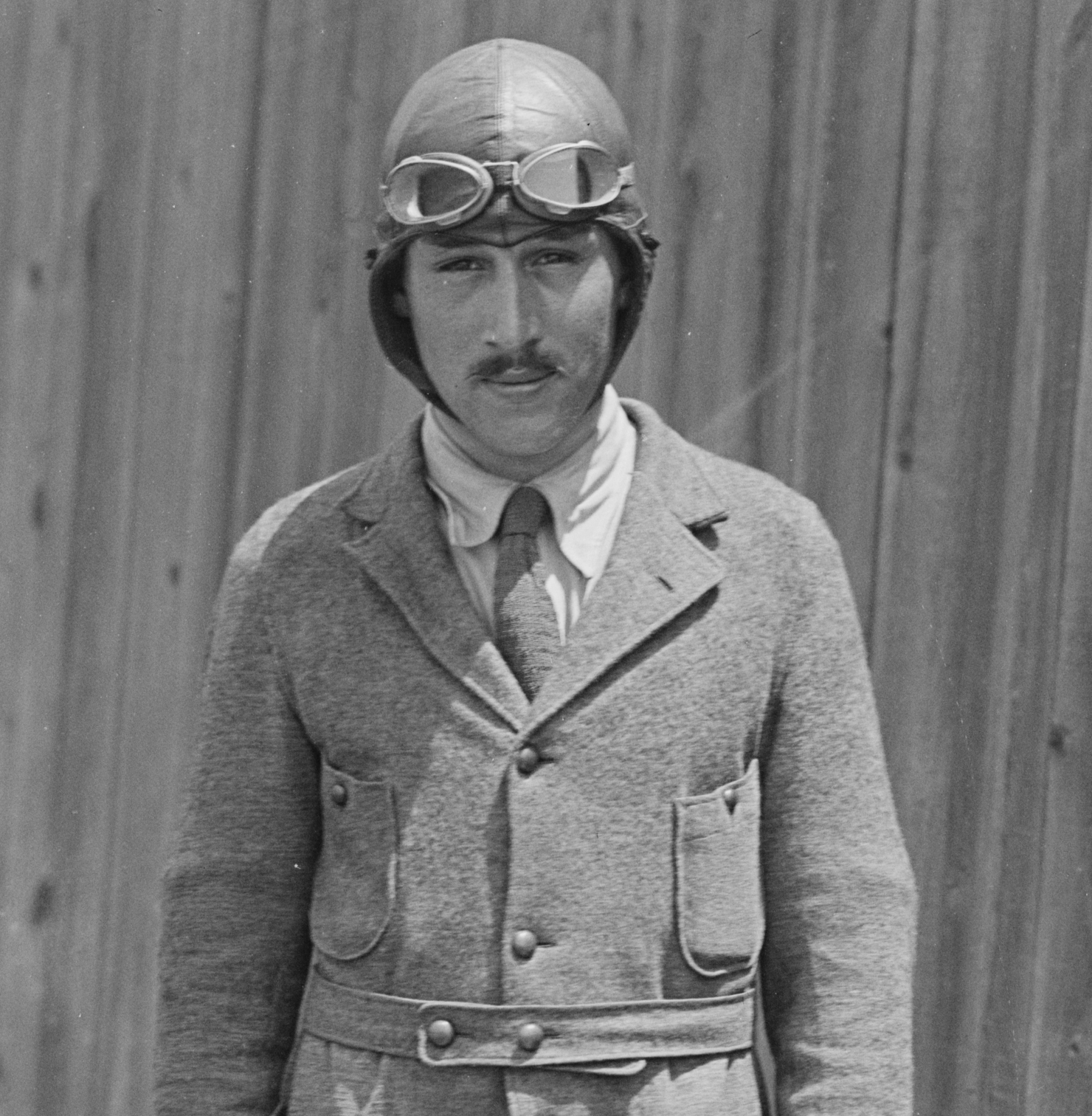
Bert Acosta en 1923

Bertrand Blanchard Acosta, más conocido como Bert Acosta (1 de enero de 1895-1 de septiembre de 1954), fue un piloto que participó en la guerra civil española. Se le llamó el "Bad Boy" del aire. Gran bebedor, se divorció dos veces y recibió numerosas multas y suspensiones por acrobacias tales como volar bajo puentes o pasar demasiado cerca de los edificios.

## Nacimiento
Acosta nació en San Diego (California), hijo de Miguel Acosta y Martha Blanche Reilly. Acudió al Throop Polytechnic Institute en Pasadena (California), desde 1912 hasta 1914.

## Sus primeras experiencias como piloto
Aprendió a pilotar de manera autodidacta en agosto de 1910 y construyó varios aviones experimentales. En 1912 empezó a trabajar para Glenn Curtiss como aprendiz en el proyecto de un hidroavión. En 1915 trabajó como instructor de vuelo. Se marchó a Canadá y allí trabajó como instructor para el Royal Flying Corps y el Royal Naval Air Service en Toronto. En 1917 fue nombrado instructor jefe de la sección de aviación, U.S. Signal Corps en Hazelhurst Field, Long Island.
Acosta se casó en 1918 pero acabó divorciándose de su primera mujer en 1920. Ganó la Pulitzer Trophy Race en 1921, y más tarde se casó con Helen Belmont Pearsoll, el 3 de agosto de ese mismo año. En 1925 fue nombrado teniente de la Armada estadounidense, y vivió en Naugatuck, Connecticut. Él y Helen se separaron posteriormente, pero nunca llegaron a divorciarse.

## Récord de resistencia
En abril de 1927, él y Clarence D. Chamberlin consiguieron el récord de permanencia en vuelo: 51 horas, 11 minutos y 25 segundos.

## Vuelo transatlántico
El 13 de mayo de 1927, 14 días después de que Charles Lindbergh consiquiera atravesar el Atlántico en un tiempo récord, Acosta voló desde Long Island a Francia con el Almirante Richard Byrd a bordo del America. Existió el rumor de que Byrd había golpeado a Acosta en la cabeza con un extintor o una bengala cuando este perdió el control durante el vuelo por haber bebido en exceso.

## Guerra civil española
En 1936 Acosta comandó el Escuadrón Yankee durante la guerra civil española en el bando republicano, junto con Eddie August Schneider y, quizás, otros cinco pilotos más. Había estado viviendo en Nueva York hasta que se marchó a España.

## Su muerte
En diciembre de 1951 Acosta se desmayó en un bar de Nueva York y fue hospitalizado debido a que padecía tuberculosis. Murió en el sanatorio Jewish Consumptive's Relief Society de Colorado en 1954. Fue enterrado en el Portal of Folded Wings Shrine to Aviation.